# Смирнов-Черкезов, Александр Иванович
Алекса́ндр Ива́нович Смирно́в-Черке́зов (наст. фамилия — Смирнов) (5 (18) апреля 1909, г. Александрополь Эриванской губ. — 1972, г. Москва) — русский советский писатель, очеркист; инженер-строитель. Член редколлегии «Литературной газеты» (1966—1972).

## Биография
Родился в г. Александрополь Эриванской губернии (в советский период — г. Ленинакан Армянской ССР; в наст. время — Гюмри).
В 1927—1931 учился на физико-математическом факультете Московского университета.
В 1931 был арестован и осуждён по одному из фальсифицированных уголовных отраслевых дел, связанных с «делом Промпартии».
Семнадцать лет с перерывами, с 1931 по 1954, провёл в лагерях ГУЛАГа, где работал на стройках Сибири, Алтая, Урала. В годы Великой Отечественной войны работал в Миассе на строительстве Уральского автозавода.
Начал печататься в 1947 году.
После освобождения жил в Москве, публиковал повести и рассказы.
В 1966—1972 — член редакционной коллегии «Литературной газеты», редактор по разделу науки и экономики. Особенно много сделал для становления новой, реформированной «Литгазеты», её отделов экономики, науки и бытовых проблем. Являясь самым творческим членом редколлегии, обладая высоким авторитетом и глубоким знанием проблем экономики и науки, он сумел привлечь к активному сотрудничеству с отделами внутренней жизни таких талантливых литераторов, как Георгий Радов, Борис Можаев, Анатолий Злобин, Юрий Черниченко, Владимир Травинский.
На страницах «Литературной газеты», журналов «Знамя», «Москва» и др. опубликовал также ряд очерков и статей, главным образом по вопросам строительства и архитектуры.

## Сочинения
- Под открытым небом. [Книга очерков]. М., 1959;
- Мои молодые друзья. М., 1954;
- Рассказы. М., 1963;
- Пока я жив... Рассказы. М., 1965;
- Дом холостяков. Повести. М., 1968.